# جورج هاس الثالث
جورج هاس الثالث (بالإنجليزية: George Haas III)‏ هو لاعب رماية أمريكي، ولد في 23 مارس 1963.

## وصلات خارجية
- جورج هاس الثالث على موقع أوليمبيديا (الإنجليزية)